# NAVER NOW.

NAVER NOW.是 NAVER公司在2019年於NAVER網站首頁上新增的網路直播電台服務，主要開設K-POP、Hip-hop、R&B、綜藝等相關內容的節目。

## 簡介
NAVER公司在建構V Live網路直播平台及VIBE音樂串流服務後，希望更多角化的經營，貼近不同年齡層的使用習慣，因此在NAVER手機應用程式的首頁，新增了網路直播電台NAVER NOW.，現在亦可使用NAVER網頁版和VIBE應用程式收看。在2020年9月， NAVER官方宣布累積達2000萬名觀眾觀看電台節目，會持續提升相關技術，發展各多元的節目。
Naver Now與一般電台的一大分別在於其節目大都採取週播而非日播式放送，而且能採取季播式製作，時間上相比傳統廣播節目要有彈性，因此吸引大量日程繁忙的名人加入擔任主持人。另外它也允許出演者在節目上直接提及其他電視台或品牌的名稱。

## 在播節目
（播出時間皆以韓國時間(KST)標示）

### 綜合
- Orange Tag（主持：李東輝；播出時間：每週三 下午6點）
- 世莉莎白 (세리자베스)（主持：朴世莉；播出時間：每週三 下午2點）
- 音樂對你而言 (너에게 음악)（主持：尹尚（朝鲜语：윤상）；播出時間：每週一至五 上午11點）
- Curtain Call (커튼콜)（主持：姜聲振、閔永基、吳鐘赫；播出時間：每週一 下午6點）
- 張Street (장스트릿)（主持：張睿元；播出時間：每週一至五 上午9點）

### K-POP
- 想看秀 (보그싶쇼)第二季（主持：民赫；播出時間：每週一至五 晚上8點）
- 夜間工作室(야간작업실)第二季 (主持 ：任炫植 ；播出時間：每週一至五 晚上12點）
- 傳聞中的孩子們 (소문의 아이들) 第二季（主持：薇娟；

### 嘻哈·R&B
- Born Haters（主持：Epik High；播出時間：每週四 晚上7點）
- Rap House（主持：The Quiett、YUMDDA（朝鲜语：염따）；播出時間：每週四 晚上10點）

### 綜藝
- 午餐突擊 (점심어택)（主持：g.o.d (Danny Ahn、孫昊永)；播出時間：每週一至五 中午12點30分）
- 應洙Cine (응수씨네)（主持：金應洙；播出時間：每週一至五 下午3點）
- 飯大叔世潤 (밥아저씨 세윤씨)（主持：文世潤；播出時間：每週六 晚上9點）
- Jojo Club (조조클럽)（主持：金海娜(김해나)；播出時間：每週一至五 上午8點）

## 已結束節目

### 2021年完結
- SAP （主持：Zion.T；播出時間：2020年3月19日－12月24日）
- 想看秀 (보그싶쇼)（主持：民赫；播出時間：2020年7月30日－2021年10月27日）
- 日記 (일기) 第三季（主持：Heize；播出時間：2021年7月1日－10月14日）
- Backstage（主持：韓惠珍；播出時間：2021年8月30日－10月1日）
- 踢被子 (이불킥)（主持：韓勝宇、姜昇植、許燦；播出時間：2020年4月14日－2021年9月28日）
- 社區青年 (동네청년)（主持：金在中；播出期間：2021年6月14日－9月13日）
- 皇家漫畫 (로얄코믹스)（主持：JR；播出期間：2021年4月15日－7月15日）
- SsengSuDa (쌩수다)（主持：洪京民、李世俊、金鍾書（朝鲜语：김종서 (가수)）；播出期間：2020年12月14日－2021年7月14日）
- Question Mark（主持：Ravi；播出期間：2020年6月1日－2021年7月7日）
- Brrrr Friends（主持：宋旻浩、P.O；播出期間：2020年3月11日－2021年7月1日）
- 有破綻吧 (bㅣㄴ틈 있지) 第一季（主持：ITZY；播出期間：2021年1月1日－6月9日）
- 深夜偶像 第一季（主持：河成雲；播出期間：2019年8月29日 - 2021年6月7日）
- Agit（主持：效定；播出期間：2021年2月8日－5月17日）
- 彼此之間 (누리끼리)（主持：柳炳宰；播出期間：2020年3月30日－2021年4月30日）
- 6點的5分鐘前 (6시 5분전)（主持：李章元；播出期間：2019年8月27日－2021年4月16日）
- Avengirls (어벤걸스)（主持：效定、玟星、嚴智、多榮、娜恩、智愛、銀河；播出期間：2020年1月2日－2021年1月29日）
- To.Night（主持：ARON、REN；播出期間：2020年10月5日－2021年1月4日）
- SeulGi.zip (슬기.zip)（主持：瑟琪；播出時間：2021年6月1日－11月25日）
- Best Choice（主持：珉豪；播出時間：2021年9月8日－2021年12月8日）

### 2022年完結
- 夜間工作室(야간작업실) (主持 ：jukjae ；播出時間：2020年3月30日-2022年4月15日）
- SAP 第二季 （主持：Zion.T；播出時間：2021年2月7日-4月30日）
- Studio Moon Night 第一季 (主持 ：玟星 ；播出時間：2021年2月15日-2022年2月11日）
- 深夜偶像 第二季（主持：基賢、I.M；播出時間：2021年9月6日 - 2022年4月12日）
- Free Hug (프리허그) 第一季（主持：最強昌珉 ；播出時間：2021年5月7日-2022年4月20日）
- Studio Moon Night 第二季（主持：玟星；播出時間：2022年3月7日-2022年5月6日）
- 傳聞中的孩子們 (소문의 아이들) 第一季（主持：薇娟；播出時間：每週二 晚上8點）
- 深夜偶像 (심야아이돌) 第三季（主持：金聖圭；播出時間：2022年5月30日-2022年8月5日）
- Free Hug (프리허그) 第二季（主持：最強昌珉 ；播出時間：2022年8月10日-2022年10月12日）

### 2023年完結
- D&E Show (댸니쇼)（主持：Super Junior-D&E 銀赫、東海；播出時間：每週三、四、五 下午7點，2021年4月22日-2023年3月16日）
- 是夢啊 (꿈이야)（主持：宰燦；播出時間：每週一至五 晚上9點，2022年8月1日-2023年4月28日）

## 外部連結
- NAVER NOW.的X（前Twitter）
- NAVER NOW.的Instagram帳戶
- YouTube上的NAVER NOW.頻道